# Hostivařská sokolovna
Sokolovna v Hostivaři v Praze stojí severně od železniční trati z Prahy do Benešova poblíž železničního mostu přes ulici Průmyslová. Je chráněna jako nemovitá kulturní památka České republiky.

## Historie
Sokolovna byla postavena roku 1931 podle návrhu architekta Ladislava Machoně.

## Popis
Sportovní areál Sokola na nepravidelném obdélném pozemku je od železniční trati oddělen pásem vzrostlé zeleně a na severní a západní straně je obklopen vilovou zástavbou. Obsahuje kromě budovy sokolovny také venkovní sportovní plochy, které byly původně užívány jako sezonní ledová plocha s mantinely a tribunou, následně pro pozemní hokej a nyní jako tenisové kurty.
Jednopodlažní stavba sokolovny situovaná v jihovýchodním rohu areálu má účelovou dispozici na členitém půdorysu. Její jednoduchou fasádu člení řada velkých tabulových oken; fasáda je ukončena výraznou železobetonovou deskou markýzy. Plochá střecha je částečně řešená jako terasa s trubkovým zábradlím.
Stavba zahrnuje část tělocvičny řešené na výšku dvou podlaží, společenský sál s možností promítání a zázemí. Čelní stěnu tělocvičny se vstupy na hřiště dělí sloupy na šesti vertikálních polích, které jsou v dolní úrovni zasklené sklobetonovými tvárnicemi a v horní úrovni velkoplošným zasklením v kovových rámech.